# John Douglas Cockcroft
John Douglas Cockcroft (ur. 27 maja 1897 w Todmorden, zm. 18 września 1967 w Cambridge) – brytyjski fizyk, laureat Nagrody Nobla w dziedzinie fizyki z roku 1951 za pionierskie prace związane z przekształceniem jąder atomowych za pomocą sztucznie przyspieszanych cząstek (nagroda wspólna z Ernestem Waltonem).

## Życiorys
Studiował na Uniwersytecie w Manchesterze i w St John’s College na Uniwersytecie Cambridge. 
W roku 1928 E.T. Sinton i J.D. Cockcroft rozpoczęli serię przełomowych eksperymentów, dotyczących reakcji jądrowych. Zbudowali akcelerator cząstek (nazwany akceleratorem Cockcrofta-Waltona), w którym w roku 1932 zaobserwowali pierwszą reakcję jądrową, wywołaną sztucznie przyspieszonymi protonami. W wyniku eksperymentu jądra bombardowanego protonami litu przekształciły się w jądra helu i innych pierwiastków. 
W czasie II wojny światowej wziął udział w pracach nad doskonaleniem technik radarowych. Po wojnie pracował w kanadyjskiej komisji ds. energii atomowej. Od roku 1946 był dyrektorem agencji Atomic Energy Research Establishment AERE (Harwell, Berkshire), realizującej brytyjski programu badań energii jądrowej. W roku 1948 otrzymał tytuł szlachecki. W 1961 roku został laureatem  Atom for Peace Award.